# Tiden før øjeblikket
|  | Denne artikel er oprettet af botten PalnaBot ud fra en ekstern database. Den kan derfor have sproglige fejl eller mangler. Denne skabelon kan fjernes efter kontrol af indholdet. |

Tiden før øjeblikket er en dokumentarfilm instrueret af Katia Forbert Petersen efter manuskript af Katia Forbert Petersen.

## Handling
Et eller andet sted har jeg glædet mig hele livet til det at skulle ha' barn, siger Maj i filmen, om dengang hun - noget overrasket - fandt ud af at hun var gravid. Graviditeten en intens periode præget af modsætningsfyldte følelser. Forventningens glæde er stor, men sammen med glæden kommer også angst og bekymringer. »Tiden før øjeblikket« følger fire par i tiden før øjeblikket og giver indblik i hvor forvirrende, foruroligende, sødmefuld og kaotisk det er at forberede sig på en uforudsigelig fødsel.